# Martina Bischof
Martina Bischof (nacida Martina Fischer, 23 de noviembre de 1957) es una deportista de la RDA que compitió en piragüismo en la modalidad de aguas tranquilas.
Participó en los Juegos Olímpicos de Moscú 1980, obteniendo una medalla de oro en la prueba de K2 500 m. Ganó seis medallas en el Campeonato Mundial de Piragüismo entre los años 1977 y 1979.

## Palmarés internacional
| Juegos Olímpicos   | Juegos Olímpicos      | Juegos Olímpicos | Juegos Olímpicos |
| Año                | Lugar                 | Medalla          | Competición      |
| ------------------ | --------------------- | ---------------- | ---------------- |
| 1980               | Moscú (URSS)          | Medalla de oro   | K2 500 m         |
| Campeonato Mundial |                       |                  |                  |
| Año                | Lugar                 | Medalla          | Competición      |
| 1977               | Sofía (Bulgaria)      | Medalla de oro   | K2 500 m         |
| 1977               | Sofía (Bulgaria)      | Medalla de plata | K4 500 m         |
| 1978               | Belgrado (Yugoslavia) | Medalla de oro   | K2 500 m         |
| 1978               | Belgrado (Yugoslavia) | Medalla de oro   | K4 500 m         |
| 1979               | Duisburgo (RFA)       | Medalla de plata | K2 500 m         |
| 1979               | Duisburgo (RFA)       | Medalla de oro   | K4 500 m         |